# Phago
Pour les articles ayant des titres homophones, voir Fago et Fagot.
Genre
Phago est un genre de poissons téléostéens de la famille des Distichodontidae et de l'ordre des Characiformes.

## Liste d'espèces
Selon FishBase (22 juin 2015):
- Phago boulengeri Schilthuis, 1891
- Phago intermedius Boulenger, 1899
- Phago loricatus Günther, 1865